# Fianoniella brunnipes
Fianoniella brunnipes är en stekelart som beskrevs av Horstmann 1998. Fianoniella brunnipes ingår i släktet Fianoniella och familjen brokparasitsteklar. Inga underarter finns listade i Catalogue of Life.